# Bretagnolles
Bretagnolles település Franciaországban, Eure megyében. Lakosainak száma 202 fő (2022. január 1.). Bretagnolles Boisset-les-Prévanches, La Boissière, Foucrainville és Fresney községekkel határos.

## Népesség
A település népességének változása:
| Lakosok száma | 102  | 92   | 157  | 182  | 197  | 196  | 201  | 202  | 203  | 202  |
|               | 1968 | 1982 | 1990 | 2006 | 2013 | 2015 | 2017 | 2019 | 2020 | 2022 |